# Bodil Valero
Bodil Elisabeth Valero, poprzednio Ceballos (ur. 14 maja 1958 w Ljungarum) – szwedzka polityk, działaczka Partii Zielonych, posłanka do Riksdagu, deputowana do Parlamentu Europejskiego VIII kadencji.

## Życiorys
Z wykształcenia prawniczka. Zaangażowała się w działalność Partii Zielonych. Pracowała jako tłumaczka, urzędniczka samorządowa i asystentka eurodeputowanej Inger Schörling. Bez powodzenia w 2009 kandydowała do Parlamentu Europejskiego. W wyborach w 2006 uzyskała mandat poselski. W 2010 z powodzeniem ubiegała się o reelekcję. W wyborach europejskich w 2014 z ramienia swojego ugrupowania została wybrana na eurodeputowaną VIII kadencji. W PE objęła funkcję wiceprzewodniczącej frakcji Zielonych.